# Ellipsoid veränderlicher Stern
Die ellipsoid veränderlichen Sterne gehören zur Gruppe der rotationsveränderlichen Sterne. Ihr Lichtwechsel ist die Folge der Abweichung von der Kugelform. Diese Abweichung  entsteht, wenn sich die beiden Sterne eines engen Doppelsternsystems aufgrund ihrer gegenseitigen gravitativen Anziehung ellipsoid verformen. Dadurch verändert sich während eines Bahnumlaufs die von der Erde aus sichtbare Fläche, und die Helligkeit schwankt mit geringer Amplitude.

## Klassische ellipsoide Veränderliche
Bei den klassischen ellipsoiden Veränderlichen umlaufen die Sterne eines Doppelsternsystems das gemeinsame Massezentrum auf einer Kreisbahn. Die Form der Sterne nimmt aufgrund der Gravitation des anderen Sterns eine Eiform an. Weiterhin kommt es zum Phänomen des Gravity darkening, also einer Änderung der Temperatur der Sternoberfläche, die vom anderen Stern abgewandt ist.
Zusammen ergeben diese Effekte eine Lichtkurve, in der pro Umlauf zwei Minima und zwei Maxima auftreten. Die Periode der meisten ellipsoiden Veränderlichen beträgt bei Hauptreihensternen nicht mehr als 5 Tage. Die Amplitude der Helligkeitsänderungen beträgt weniger als 0,1 mag. Ellipsoider Lichtwechsel tritt häufig in Kombination mit Bedeckungsveränderlichkeit und Reflexionslichtwechsel auf.

## Ellipsoider Lichtwechsel bei Roten Riesen
Ellipsoider Lichtwechsel ist auch bei Roten Riesen und AGB-Sternen in Doppelsternsystemen nachgewiesen worden. Die Umlaufdauer dieser Sterne beträgt bis zu 1000 Tage. Da diese Sterne alle halbregelmäßige Helligkeitsänderungen zeigen, ist die Trennung zwischen dem ellipsoiden und dem durch Pulsationen verursachten Lichtwechsel schwierig.

## Herzschlagsterne
Herzschlagsterne werden so genannt, weil die Form ihrer Lichtkurve dem Herzschlag in einem Elektrokardiogramm ähnelt. Der Lichtwechsel dieser Sterne wird verursacht durch elliptische Umlaufbahnen um das gemeinsame Massenzentrum.
Die elliptischen Bahnen führen während jedes Bahnumlaufs zu Veränderungen der Form der Sterne und stoßen so Schwingungen in den Sternen an. Die Dauer der Schwingungen ist jeweils ein ganzzahliger Teil der Bahnumlaufdauer, es handelt sich um ein Resonanzphänomen ähnlich der Bahnresonanz.
Die Schwingungen zusammen mit dem ellipsoiden Lichtwechsel führen zu einer großen Vielfalt an Lichtkurven, wobei einige ein Minimum vor dem Herzschlag zeigen, andere danach; auch W- oder M-förmige Helligkeitsänderungen sind beobachtet worden sowie eine Überlagerung mit Bedeckungsveränderlichkeit. Die Form der Lichtkurven kann sehr gut modelliert werden durch die Parameter Inklination, Exzentrizität und Apsidenwinkel.
Die Amplituden sind mit einigen hundert parts per million sehr klein. Die Umlaufdauern der bisher entdeckten Systeme liegen zwischen 2 und 20 Tagen.

## Beispiele
- Spica.[6]
- Atik (Omikron Persei)
- b Persei, nicht zu verwechseln mit Beta Persei